# Katie Mack (astrofísica)
Katherine J. Mack es una cosmóloga teórica y profesora de astrofísica en Carolina del Norte que se enfoca en estudiar la materia oscura. Mantiene una fuerte presencia en el ámbito de la divulgación científica tanto en las redes sociales como en los medios tradicionales. Fue la profesora de Mujeres en Física 2017 bajo los auspicios del Instituto Australiano de Física, en cuya función dio charlas en escuelas y universidades de toda Australia. A partir de enero de 2018, trabaja en el Departamento de Física de la Universidad Estatal de Carolina del Norte como profesora asistente y como miembro del Cluster de Liderazgo en Ciencia Pública de la universidad.
En una subasta de enero de 2018 con al menos ocho oferentes, Daniel Loedel, de Scribner, compró los derechos de The End of Everything de Mack, que explora las cinco formas en que puede terminar el cosmos. Mack estuvo representada por la Agencia de Artistas Creativos, y su libro está programado para ser publicado en el verano de 2020.
En 2018, Mack fue elegida para ser uno de los jueces de los recién fundados Nature Research Awards de Nature Magazine por Inspiring Science y Innovating Science.

## Carrera académica
Mack recibió su licenciatura en física del Instituto de Tecnología de California en 2003 y su doctorado en astrofísica de la Universidad de Princeton en 2009, después de lo cual se convirtió en becaria postdoctoral STFC en el Instituto Kalvi de Cosmología. Más tarde, en 2012, Mack fue becario del Premio al Descubrimiento de Investigaciones en Carrera Temprana (DECRA) en la Universidad de Melbourne. En enero de 2018, Mack se convirtió en profesor asistente en el Departamento de Física de la Universidad Estatal de Carolina del Norte.

## Investigación y carrera
Después de obtener su doctorado, Mack se unió a la Universidad de Cambridge como investigadora postdoctoral del Consejo de Instalaciones de Ciencia y Tecnología (STFC) en el Instituto de Cosmología Kalvi. Más tarde, en 2012, Mack fue becaria de Discovery Early Career Investigador Award (DECRA) en la Universidad de Melbourne. Mack estuvo involucrada en la construcción del detector de materia oscura SABRE.
En enero de 2018, Mack se convirtió en profesora asistente y miembro del Grupo de Liderazgo en Ciencias Públicas de la universidad en el Departamento de Física de la Universidad Estatal de Carolina del Norte.
Mack trabaja en la intersección entre la física fundamental y la astrofísica. Su investigación considera la materia oscura, descomposición al vacío, la formación de galaxias, trazadores observables de la evolución cósmica y la época de la reionización. Mack ha descrito la materia oscura como uno de los "enigmas más apremiantes" de la ciencia. Ha trabajado en la autoaniquilación de la materia oscura y ha investigado si la acumulación de materia oscura podría dar lugar al crecimiento de agujeros negros primordiales (PBH). Ha trabajado en el impacto de los PBH en el fondo cósmico de microondas. Ella se ha interesado cada vez más en el fin del universo.

### Compromiso público y defensa
Mack mantiene una fuerte presencia de divulgación científica en los medios sociales y tradicionales. Su cuenta de Twitter es una de las cuentas más seguidas por científicos profesionales en todo el mundo. Motherboard y Creative Cultivate la describieron como una "celebridad de las redes sociales". Mack es una escritora científica popular, y ha contribuido en The Guardian, Scientific American, Slate, The Conversation, Sky & Telescope, Gizmodo, Time and Cosmos, así como a proporcionar información experta a la BBC. La cuenta de Twitter de Mack tiene más de 300.000 seguidores. Su respuesta a un negador del cambio climático en Twitter logró una cobertura general, al igual que su "Chirp for LIGO" en la primera detección de ondas gravitacionales.
Fue profesora del Instituto Australiano de Física Australiana de Mujeres en Física, en la cual pasó tres semanas impartiendo charlas en escuelas y universidades de Australia.

En 2018, Mack fue elegida para ser uno de los jueces de los recién fundados Premios de Investigación de la Naturaleza para la Ciencia Inspiradora y la Ciencia Innovadora de la revista Nature. En febrero de 2019, Mack apareció en un episodio de The Jodcast, hablando sobre su trabajo y comunicación científica. Mack fue miembro del jurado del Premio Alfred P. Sloan en el Festival de Cine Sundance 2019. En 2019, fue mencionada en la canción de Hozier 'No Plan' de su álbum Wasteland, Baby!:
"Como explicó Mack, habrá oscuridad nuevamente".
Es miembro de la comunidad Sloan Science & Film, donde trabaja en ciencia ficción. Simon & Schuster publicará su primer libro, The End of Everything, en 2020. Considera las diferentes formas en que el universo podría terminar. Simon & Schuster ganó los derechos del primer libro de Mack después de una batalla de ofertas de ocho vías.

## Vida personal
Mack está interesada en la intersección del arte, la poesía y la ciencia. Ella es bisexual.